# 营养作用
营养作用（英語：Nutrition）是生物体利用食物来维持其生命的生化和生理过程。它包括摄取、吸收、同化、生物合成、分解代谢和排泄。研究营养生理过程的科学称为营养科学。

## 营养
营养是有机体用来生存、生长和繁殖的物质。动物（包括人类）的七大类相关营养是碳水化合物、膳食纤维、脂肪、蛋白质、矿物质、维生素和水。 营养可分为常量营养（以克为单位所需的碳水化合物、膳食纤维、脂肪、蛋白质和水）或微量营养（以毫克或微克为单位所需的维生素和矿物质）。

## 饮食
在营养学中，生物体的“饮食”是它所吃食物的总和，这在很大程度上取决于食物的可用性和适口性。

## 人类营养
人类营养涉及从食物中提供维持人类生命和身体健康所必需的营养。在人类中，营养不良会导致与营养缺乏相关的疾病，例如失明、贫血、坏血病、早产、死产和呆小病，或营养过剩威胁健康的疾病，例如肥胖和代谢综合征；以及心血管疾病、糖尿病、和骨质疏松症等常见的慢性全身性疾病。营养不良可导致急性病例消瘦，慢性营养不良病例可导致消瘦。

## 关连项目
- 锻炼
- 营养心理学
- 身体素质